# Marie Frédérique Ekpitini
Marie Frédérique Ekpitini, née le 14 février 1999, est une taekwondoïste ivoirienne.

## Carrière
Marie Frédérique Ekpitini est médaillée d'argent dans la catégorie des moins de 67 kg aux Jeux africains de 2019 à Rabat.